# DeWald Glacier
DeWald Glacier är en glaciär i Östantarktis. Nya Zeeland gör anspråk på området. DeWald Glacier ligger 1 652 meter över havet.
Terrängen runt DeWald Glacier är huvudsakligen kuperad, men österut är den bergig. Terrängen runt DeWald Glacier sluttar norrut.